# 吉良小囊蛤
是弯锦蛤目黄锦蛤科黄锦蛤属的一种。主要分布于越南、中国大陆、台湾，常栖息在水深365－760米软泥底。